# Estación Taipéi
La Estación principal de Taipéi (en chino tradicional, 台北車站; pinyin, Táiběi chēzhàn) es una estación de ferrocarril de la ciudad de Taipéi, Taiwán, en la cual convergen diferentes sistemas de transporte público como el Tren de Alta Velocidad de Taiwán y el Metro de Taipéi. Por la estación circulan diariamente más de 400.000 pasajeros, incluyendo 321.806 que usan el metro y 52.313 que utilizan el tren rápido.
La Estación Taipéi y sus alrededores actualmente están en proceso de renovación y reurbanización. Los proyectos incluyen la construcción del Taoyuan Airport MRT System (programado para entrar en servicio en 2013) y la Puerta de Taipéi.

## Historia

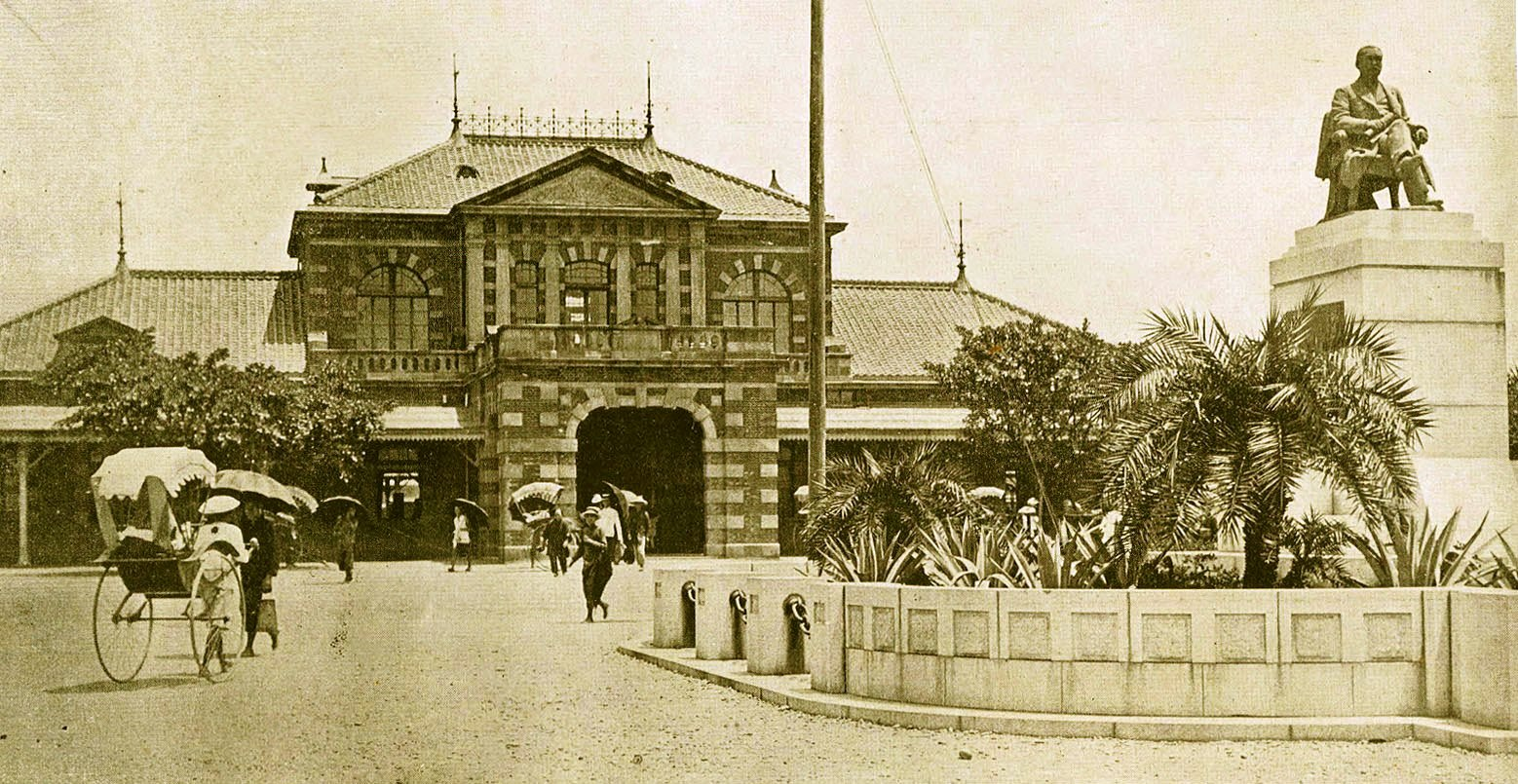
Estación de Taipéi en 1914.

La primera estación ferroviaria en Taipéi fue completada en Dadaocheng en 1891, cuando el ferrocarril a Keelung fue abierto para el servicio. Al principio, una estación temporal fue construida mientras una estación permanente fue construida en 1897. En 1901, la estación fue localizada al este de su ubicación actual. Fue reconstruida en 1940 para acomodar el tráfico de pasajeros cada vez mayor.
Para aliviar la congestión del tráfico provocada por los cruces de ferrocarril en el centro de Taipéi, un túnel de metro entre Huashan y Wanhua fue construida junto con el edificio de la estación actual como parte del proyecto de tren de Taipéi Metro. Cuando el sistema de metro se terminó el 2 de septiembre de 1989, del servicio ferroviario se trasladó al edificio recién terminado (finalizado el 5 de septiembre de 1989) y el viejo edificio, así como una estación temporal fueron demolidas. 
La estación actual se amplió con la terminación del Metro de Taipéi. La estación de metro está conectado a la planta baja de la estación de ferrocarril y se abrió al tráfico de pasajeros en 1998. Amplia centros comerciales subterráneos existen ahora en la parte delantera y trasera de la estación, que emulan las que se encuentran en Tokio y Osaka, Japón. La estación también se convirtió en una terminal de trenes de alta velocidad de Taiwán tren cuando la red comenzó a prestar servicio en 2007.

## Localización

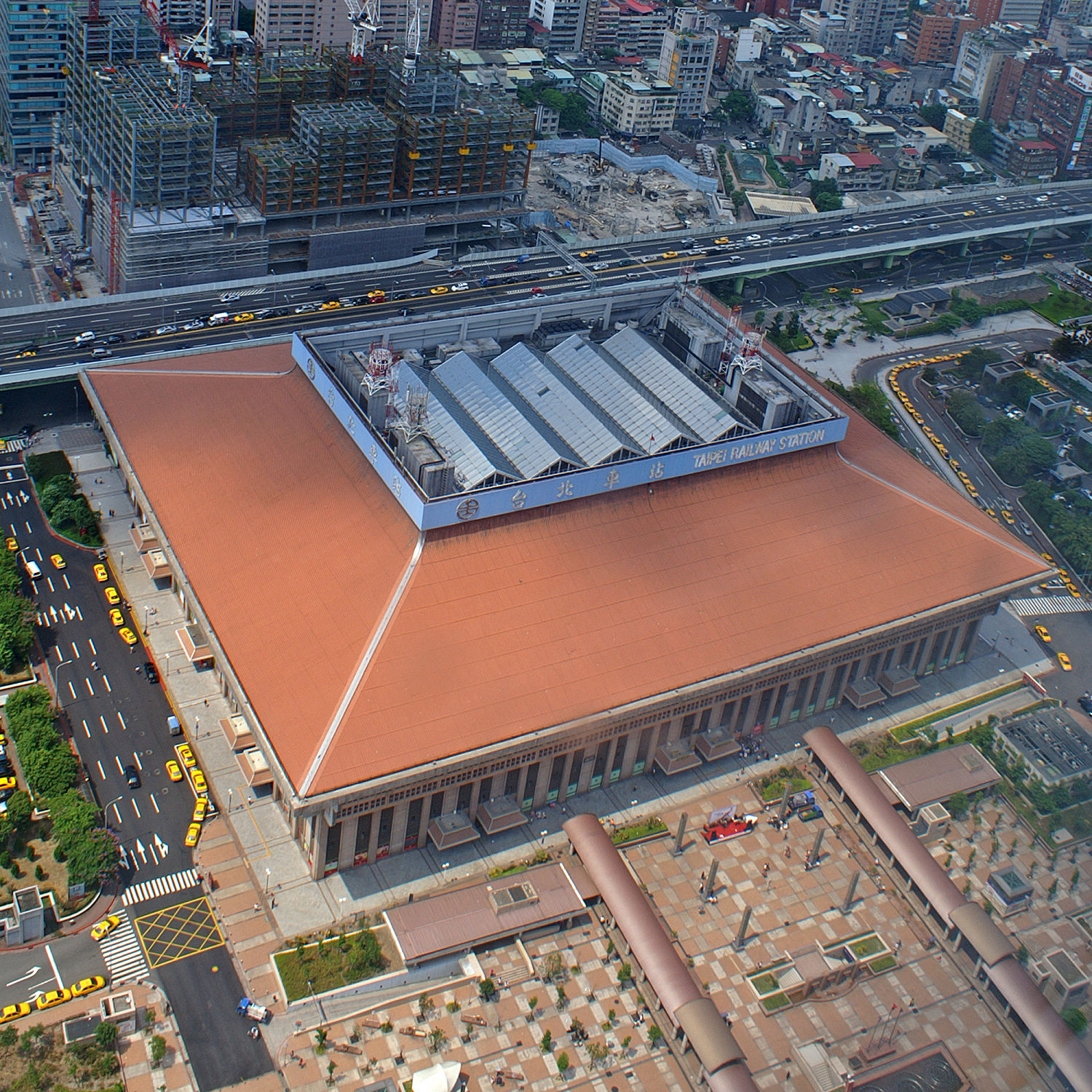
Vista aérea de la zona de la estación.

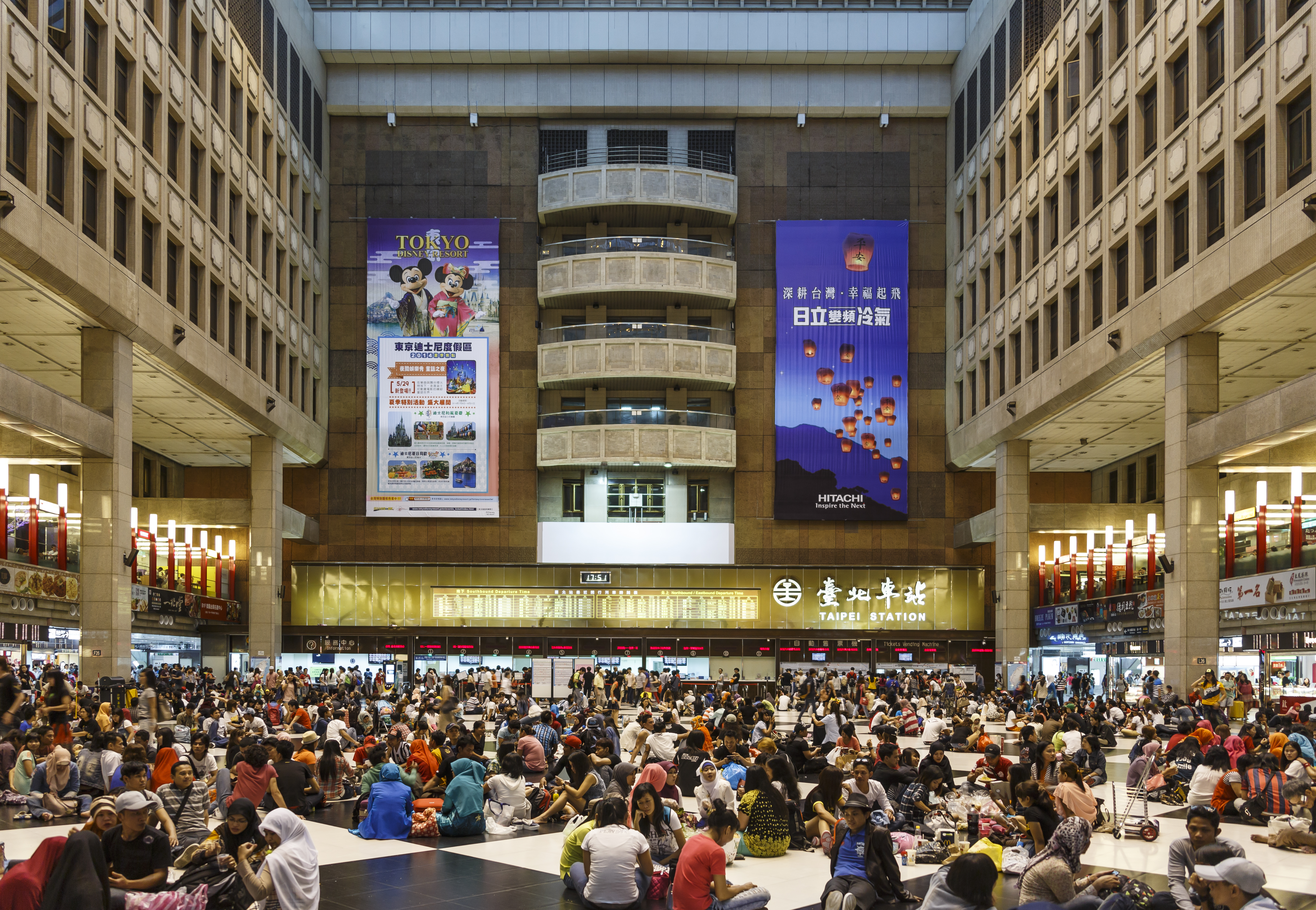
El hall principal de la estación.

La estación está localizada en el Distrito Zhongzheng, en el centro de Taipéi. La zona sur de la estación es conocida como "estación del frente" porque la entrada original principal de la estación de trenes daba al sur. En consecuencia, el área
justo al norte de la estación se conoce como "estación de atrás". El área de la estación de atrás se localiza actualmente en el Distrito de Datong. Los Distritos comerciales alrededor de la estación son populares de estudiantes y viajeros,y cuenta con una gran colección de librerías,empresas ecléticas dirigido a los estudiantes, y escuelas de reforzamiento.
También hay muchas tiendas dirigidas a trabajadores extranjeros procedentes de Filipinas e Indonesia. Debido a su ubicación que se considera cercana al centro de Taipéi,la estación es un popular punto de encuentro para estudiantes y turistas.

## Desarrollo en curso
La Estación de Taipéi y el área que lo rodea han estado sometiéndose a la renovación desde 2005. El arquitecto japonés Fumihiko Maki fue elegido para diseñar dos rascacielos que rodearán la estación de ferrocarril. Maki también supervisará la renovación de la Estación Taipéi. La altura de la torre más alta será 76 historias, mientras que la torre más corta será 56 historias. Los dos rascacielos serán construidos en las parcelas vacías que se encuentran adyacentes a la estación de Taipéi, por encima del aeropuerto de Taoyuan la estación de MRT.
El interior de la estación está pasando por obras de renovación, de febrero a octubre de 2011. los baños del sótano será renovados, el sótano y los preparativos del primer piso de Breeze de espacio adicional en la Plaza de venta se iniciará, la taquilla grande en el pasillo del primer piso serán eliminados, y locales comerciales adicionales se asignarán. In addition, the flooring on the first floor will be completely replaced, fire and evacuation regulations will be improved, and solar panels will be installed on the station roof. Además, el suelo en el primer piso será reemplazado por completo, la normativa contra incendios y evacuación será mejorado, y los paneles solares serán instalados en el techo de la estación.

## Servicios
La estación en sí es un gran edificio que alberga varios servicios de ferrocarril, además de servir como sede de la Administración Ferroviaria de Taiwán. Los andenes se encuentran en el nivel B2, mientras que el nivel B1 sirve como una sala de espera. Servicios de venta de entradas son en el primer piso, mientras que la segunda planta contiene un patio de comidas y varias tiendas, incluyendo el centro comercial (Breeze Taipéi Station). Los niveles superiores están ocupados por las oficinas de TRA.